# Audax Modena
Audax F.B.C. – włoski klub piłkarski, mający swoją siedzibę w mieście Modena, na północy kraju.

## Historia
Chronologia nazw:
- 1910: Audax F.B.C.
- 1912: klub rozwiązano - po fuzji z Associazione Studentesca del Calcio założono nowy klub Modena FC
- 1913: Audax F.B.C.
- 1919: klub rozwiązano

Klub piłkarski Audax F.B.C. został założony w Modenie w 1911 roku przez Luca Mariani. Jego brat Ugo Mariani wcześniej w 1910 założył Associazione Studentesca del Calcio. 5 kwietnia 1912 roku obaj bracia postanowili połączyć swoje kluby, dając początek klubowi Modena FC. 
Ale już w styczniu 1913 klub odrodził się. W sezonie 1913/14 zwyciężył w Promozione Emiliana i awansował do Prima Categoria. W następnym sezonie 1914/15 zajął ostatnie 6.miejsce w grupie D Prima Categoria. Potem mistrzostwa Włoch zostały zawieszone z powodu I wojny światowej. Zespół występował w Coppa Federale 1916 oraz Coppa Emilia 1917. 10 października 1919 klub został rozwiązany.

## Sukcesy

### Trofea międzynarodowe
Nie uczestniczył w rozgrywkach europejskich (stan na 31-05-2017).

### Trofea krajowe
| \| \| Zdobyte trofea w rozgrywkach Włoch (stan na: 31-05-2017) \| |                                                          |      |                               |
| Rozgrywki                                                         | Osiągnięcie                                              | Razy | Sezon(y)                      |
| · Mistrzostwo                                                     | I miejsce                                                | 0    |                               |
| · Mistrzostwo                                                     | II miejsce                                               | 0    |                               |
| · Mistrzostwo                                                     | III miejsce                                              | 0    |                               |
| · Mistrzostwo                                                     | 6.miejsce                                                | 1    | 1914/15 (grupa D)             |
| · Puchar                                                          | zdobywca                                                 | 0    |                               |
| · Puchar                                                          | finalista                                                | 0    |                               |
| II liga                                                           | I miejsce                                                | 1    | 1913/14 (Promozione Emiliana) |
| II liga                                                           | II miejsce                                               | 0    |                               |
| II liga                                                           | III miejsce                                              | 0    |                               |
| Włochy                                                            | Zdobyte trofea w rozgrywkach Włoch (stan na: 31-05-2017) |      |                               |

## Stadion
Klub rozgrywał swoje mecze domowe na Campo di Viale Tassoni w Modenie. Wcześniej do 1912 grał na Campo ex Virides.